# 28 Librae
28 Librae är en gul ljusstark jätte i stjärnbilden Vågen.
28 Librae har visuell magnitud +6,17 och är knappt för blotta ögat vid mycket god seeing. Den befinner sig på ett avstånd av ungefär 600 ljusår.